# Ctenoplana muculosa
Ctenoplana muculosa är en kammanetart som först beskrevs av Yosii (Yoshi, och fick sitt nu gällande namn av  1933. Ctenoplana muculosa ingår i släktet Ctenoplana och familjen Ctenoplanidae. Inga underarter finns listade i Catalogue of Life.